# Maggie Jones, Baroness Jones of Whitchurch

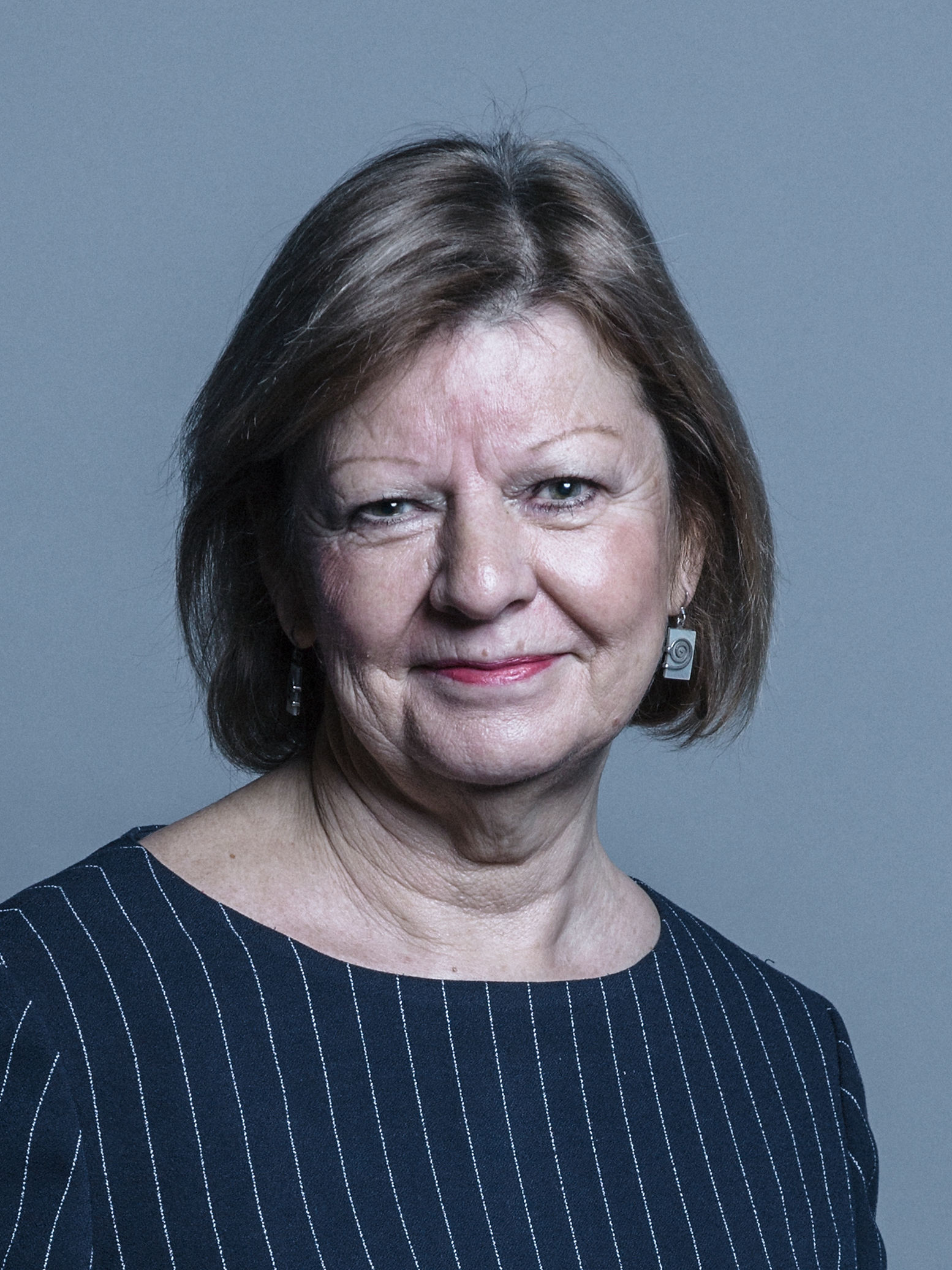
Maggie Jones, Baroness Jones of Whitchurch

Margaret Beryl Jones, Baroness Jones of Whitchurch (* 22. Mai 1955 in Cardiff, South Wales) ist eine britische Politikerin, Mitglied der Labour Party, in der sie von 2000 bis 2001 den Vorsitz führte, und ist seit 2006 als Life Peer Mitglied des House of Lords.

## Leben
Margaret Beryl Jones wurde am 22. Mai 1955 in Cardiff geboren. Ihr Vater, Bill Jones, arbeitete im Kohlebergbau im Sirhowy Valley und war zeit seines Lebens ein Gewerkschafter und Mitglied in der Labour Party. Maggie, wie sie sich später nannte, besuchte die Whitchurch High School in Cardiff und mit 18 Jahren die University of Sussex in Falmer in der Grafschaft East Sussex.
Nach Abschluss ihres Studiums arbeitete sie zuerst in der National Union of Bank Employees in Cardiff, später für sie in London und wechselte dort zur National Union of Public Employees (NUPE), einer Gewerkschaft für den Öffentlichen Dienst. Später arbeitete sie für UNISON, der größten Gewerkschaft in Großbritannien.
Von 1993 bis 2005 gehörte sie dem Labour Party National Executive Committee, war Mitglied im Local Government Committee von 1996 bis 2004 und der Housing, Transport and the Regions Commission von 1999 bis 2004. Während der Jahre 2000 und 2001 übernahm sie den Vorsitz in der Labour Party und gehörte anschließend in den Jahren 2003 bis 2005 dem Labour's Joint Policy Committee an.
In den Unterhauswahlen 2005 verlor Maggie Jones den für Labour sicher geglaubten Wahlkreis Blaenau Gwent, 2001 mit 72,0 % noch von Labour gewonnen, als sie sich mit nur 32,2 % und Platz zwei hinter dem als unabhängiger Kandidat angetretenen Labour-Politiker Peter Law abgeben musste.
Seit 2001 ist sie Sprecherin der Labour Party für die Bereiche Bildung, Kultur, Medien und Sport.

## Ehrungen
- 2006 – Baroness Jones of Whitchurch, of Whitchurch in the County of South Glamorgan und damit Sitz im House of Lords auf Lebenszeit (18. Juli 2006)[5]